# Oxyothespis noctivaga
Oxyothespis noctivaga är en bönsyrseart som beskrevs av Scott LaGreca 1952. Oxyothespis noctivaga ingår i släktet Oxyothespis och familjen Mantidae. Inga underarter finns listade i Catalogue of Life.